# Oedothea vismiae
Oedothea vismiae är en svampart som beskrevs av Syd. 1930. Oedothea vismiae ingår i släktet Oedothea, divisionen sporsäcksvampar och riket svampar.   Inga underarter finns listade i Catalogue of Life.